# フビニ・スタディ計量
フビニ・スタディ計量(Fubini–Study metric)は、射影ヒルベルト空間上のケーラー計量である。つまり、複素射影空間 CPn がエルミート形式を持つことを言う。この計量は、もともとは1904年と1905年にグイド・フビニ(Guido Fubini)とエドワード・スタディ(Eduard Study)が記述したものであった。
ベクトル空間 Cn+1 のエルミート形式は、GL(n+1,C) の中のユニタリ部分群 U(n+1) を定義する。フビニ・スタディ計量は、U(n+1) 作用の下での不変性（スケーリングに対して）により差異を同一視すると決定し、等質性を持つ。フビニ・スタディ計量を持つ CPn は、（スケーリングを渡る）対称空間(symmetric space)である。特に、計量の正規化は、スケーリングの適用に依存する。リーマン幾何学においては、正規化された計量を使うことができるので、(2n + 1) 次元球面上のフビニ・スタディ計量は、単純に標準の計量と関連付けられる。代数幾何学では、正規化を使い、CPn をホッジ多様体とすることができる。

## 構成
フビニ・スタディ計量は複素射影空間の商空間の構成の中で自然に現れる。
特に、CPn を Cn+1 の中のすべての複素直線からなる空間として、つまり、各々の点に複素数を掛けること（スケーリング）を同一視することによる Cn+1{\displaystyle \setminus }{0} の商空間として定義される。これは、乗法群 C* = C {\displaystyle \setminus } {0} の対角的な群作用による商と一致する。
{\displaystyle \mathbf {CP} ^{n}=\left\{\mathbf {Z} =[Z_{0},Z_{1},\ldots ,Z_{n}]\in {\mathbf {C} }^{n+1}\setminus \{0\}\,\right\}/\{\mathbf {Z} \sim c\mathbf {Z} ,c\in \mathbf {C} ^{*}\}.}
この商は、基礎空間 CPn 上の複素ラインバンドルとして Cn+1\{0} として実現される。（実際、この商は CPn 上のトートロジーバンドル(tautological bundle)である。）このようにして、CPn は、0 でない複素数によるリスケールを modulo とした (n + 1)-個の組 [Z0,...,Zn] の同値類と同一視される。Zi をその点での斉次座標(homogeneous coordinates)という。
さらに、2つのステップを経て、この商を得る。0 でない複素スカラー z = R eiθ による積は、一意的に原点を中心として反時計回りの角度 {\displaystyle \theta } の回転を modulus R による遅れの合成と考えることができ、商 Cn+1 → CPn は、次の 2つの部分へと分解する。
{\displaystyle \mathbf {C} ^{n+1}\setminus \{0\}{\stackrel {(a)}{\longrightarrow }}S^{2n+1}{\stackrel {(b)}{\longrightarrow }}\mathbf {CP} ^{n}}
ここに step (a) は遅れ R ∈ R+、つまり、正の実数による乗法に対する商 Z ~ RZ であり、step (b) は回転 Z ~ eiθZ による商である。
(a) での商の結果は、方程式 |Z|2 = |Z0|2 + ... + |Zn|2 = 1 で定義される実超球面 S2n+1 である。(b) の商は CPn = S2n+1/S1 が実現される。ここに、S1 は回転群を表現する。この商は、有名なホップファイバー構造(Hopf fibration) S1 → S2n+1 → CPn により、明確に実現される。このファイバーは S2n+1 の大円の中にある。

### 計量の商として
リーマン多様体（あるいは、一般に計量空間でもよい）の商を考えると、商空間は well-defined なリーマン計量を持つことを確認する必要がある。たとえば、群 G がリーマン多様体 (X,g) 上へ作用していると、軌道空間 X/G が誘導された計量を持つためには、{\displaystyle g} が G-軌道にそって定数である必要がある。このためには、任意の元 h ∈ G とベクトル場のペア X,Y に対し、g(Xh,Yh) = g(X,Y) でなければならない。
Cn+1 上の標準エルミート計量は、
{\displaystyle ds^{2}=d\mathbf {Z} \otimes d{\overline {\mathbf {Z} }}=dZ_{0}\otimes d{\overline {Z_{0}}}+\cdots +dZ_{n}\otimes d{\overline {Z_{n}}}}
により標準基底の上で与えられる。このエルミート計量は、R2n+2 上の標準のユークリッド計量として実現される。この計量は、C* 上の対角作用の下に不変ではないので、直接、CPn の中の商として落とし込むことは不可能である。しかし、この計量は S1 = U(1) 上の回転群の対角作用の下では不変であるので、上の構成 step (a) が完了れば step (b) が可能となる。
フビニ・スタディ計量(Fubini–Study metric)は、商 CPn = S2n+1/S1 上に誘導された計量であり、そこでは {\displaystyle S^{2n+1}} が標準のユークリッド計量の単位超球面上へ制限することにより、いわゆる「周囲の計量」(round metric)として与えられる。

### 局所アフィン座標の中では
CPn の中で同次座標 (Z0,...,Zn) を持つ点に対して、Z0 ≠ 0 であり、特に、zj = Zj/Z0 とすると、一意に n 個の座標の組 (z1,…,zn) が存在し、
{\displaystyle [Z_{0},\dots ,Z_{n}]{\sim }[1,z_{1},\dots ,z_{n}],}
となる。すると、(z1,…,zn) は、座標の貼りあわせ U0 = {Z0 ≠ 0} での CPn のアフィン座標系(affine coordinate system)を形成する。アフィン座標は、明らかに、代わりに Zi で割ることにより、任意の座標系での貼り合わせでの Ui = {Zi ≠ 0} としてアフィン座標系を得ることができる。n + 1 個の座標は、CPn を覆う被覆 Ui を貼り合わせ、Ui 上のアフィン座標 (z1,…,zn) の項として明確に計量を与えることが可能となる。この座標の微分は、CPn の正則接バンドルの標構 {\displaystyle \{\partial _{1},\ldots ,\partial _{n}\}} を定義し、フビニ・スタディ計量は、エルミート成分
{\displaystyle h_{i{\bar {j}}}=h(\partial _{i},{\bar {\partial }}_{j})={\frac {(1+|\mathbf {z} |^{2})\delta _{i{\bar {j}}}-{\bar {z}}_{i}z_{j}}{(1+|\mathbf {z} |^{2})^{2}}}}
として表すことができる。ここに |z|2 = z12+...+zn2 である。つまり、この標構でのフビニ・スタディのエルミート行列は、
{\displaystyle {\bigl (}h_{i{\bar {j}}}{\bigr )}={\frac {1}{(1+|\mathbf {z} |^{2})^{2}}}\left[{\begin{array}{cccc}1+|\mathbf {z} |^{2}-|z_{1}|^{2}&-{\bar {z}}_{1}z_{2}&\cdots &-{\bar {z}}_{1}z_{n}\\-{\bar {z}}_{2}z_{1}&1+|\mathbf {z} |^{2}-|z_{2}|^{2}&\cdots &-{\bar {z}}_{2}z_{n}\\\vdots &\vdots &\ddots &\vdots \\-{\bar {z}}_{n}z_{1}&-{\bar {z}}_{n}z_{2}&\cdots &1+|\mathbf {z} |^{2}-|z_{n}|^{2}\end{array}}\right]}
である。
各々の行列要素はユニタリ不変であることに注意すると、対角作用 {\displaystyle \mathbf {z} \mapsto e^{i\theta }\mathbf {z} } はこの行列を不変とする。

### 斉次座標
斉次座標 Z = [Z0,...,Zn] による表現も可能である。表現の意味をうまく解釈すると、
{\displaystyle {\begin{aligned}ds^{2}&={\frac {|\mathbf {Z} |^{2}|d\mathbf {Z} |^{2}-({\bar {\mathbf {Z} }}\cdot d\mathbf {Z} )(\mathbf {Z} \cdot d{\bar {\mathbf {Z} }})}{|\mathbf {Z} |^{4}}}\\&={\frac {Z_{\alpha }{\bar {Z}}^{\alpha }dZ_{\beta }d{\bar {Z}}^{\beta }-{\bar {Z}}^{\alpha }Z_{\beta }dZ_{\alpha }d{\bar {Z}}^{\beta }}{(Z_{\alpha }{\bar {Z}}^{\alpha })^{2}}}\\&={\frac {2Z_{[\alpha }dZ_{\beta ]}{\overline {Z}}^{[\alpha }{\overline {dZ}}^{\beta ]}}{\left(Z_{\alpha }{\overline {Z}}^{\alpha }\right)^{2}}}.\end{aligned}}}
を得る。ここに和は、ギリシャ文字のインデックス α β が 0 から n までを渡るようにとり、最後の等式は次のテンソル積の非対称部分の標準記法が使われる。
{\displaystyle Z_{[\alpha }W_{\beta ]}={\frac {1}{2}}\left(Z_{\alpha }W_{\beta }-Z_{\beta }W_{\alpha }\right).}
この ds2 の表現は、全トートロジーバンドル {\displaystyle \mathbb {C} ^{n+1}\backslash \{0\}} の全空間上のテンソルを定義するように一見、思われる。CPn のトートロジーバンドルの正則切断 σ にそって引き戻すことにより、CPn 上のテンソルであることが分かる。従って、この値は、引き戻しの値が切断の選択に独立であることが判明し、直接、計算することができる。
この計量のケーラー形式は、全体渡る定数正規化を、
{\displaystyle \omega =i\partial {\overline {\partial }}\log |\mathbf {Z} |^{2}}
とすると、正則切断の選択とは明らかに独立である引き戻しとなる。log|Z|2 の値は、CPn のケーラースカラーである。

### n = 1 の場合
n = 1 の場合は、立体射影により微分同相 {\displaystyle S^{2}\cong \mathbb {CP} ^{1}} が存在する。この同相は、「特別な」ホップファイバー S1 → S3 → S2 を導く。フビニ・スタディ計量が CP1 上の座標で記述されると、実接バンドルへの制限は、S2 上の半径 1/2 （ガウス曲率が 4 である）通常の「周りの」（球面上の）計量の表現となる。
すなわち、z = x + iy をリーマン球面 CP1 上の標準的アフィン座標系とし、x = r cosθ, y = r sinθ が C 上の極座標系とすると、回転の計算は、
{\displaystyle ds^{2}={\frac {\operatorname {Re} (dz\otimes d{\overline {z}})}{\left(1+|z|^{2}\right)^{2}}}={\frac {dx^{2}+dy^{2}}{\left(1+r^{2}\right)^{2}}}={\frac {1}{4}}(d\phi ^{2}+\sin ^{2}\phi \,d\theta ^{2})={\frac {1}{4}}ds_{us}^{2}}
であることを示している。ここに、{\displaystyle ds_{us}^{2}} は単位 2-球面の上の回転する計量である。ここに φ, θ は数学で使う立体射影 r tan(φ/2) = 1, tanθ = y/x による S2 上の球面座標である（物理では、 φ と θ の役割が入れ替わることが多い）。

## 曲率の性質
n = 1 の特別な場合には、フビニ・スタディ計量は、2-球面の上の計量との同一性に従うと、4 である定数のスカラー曲率を持つ（このことは与えられた半径 R の球面はスカラー曲率 {\displaystyle 1/R^{2}} を持つ）。しかし、n > 1 に対しては、フビニ・スタディ計量は定数曲率を持たない。その断面曲率は、代わりに、次の等式で与えられる。
{\displaystyle K(\sigma )=1+3\langle JX,Y\rangle ^{2}}
ここに、{\displaystyle \{X,Y\}\in T_{p}\mathbf {CP} ^{n}} は 2-平面 σ の直交基底であり、J : TCPn → TCPn は CPn 上の線型複素構造(linear complex structure)であり、{\displaystyle \langle \cdot ,\cdot \rangle } はフビニ・スタディ計量である。
この公式の結果、断面曲率はすべての 2-平面 {\displaystyle \sigma } に対し {\displaystyle 1\leq K(\sigma )\leq 4} を満たす。最大断面曲率 (4) は正則 2-平面で到達される。つまり、そこでは J(σ) ⊂ σ である。一方、最小断面曲率 (1) は J(σ) が σ に直交である 2-平面で達成される。フビニ・スタディ計量が 4 に等しい「定数」正則断面曲率であるとよく言われる理由である。
このことは、CPn を1/4ピンチ多様体(quarter pinched manifold)である。この優れた定理は、厳密な 1/4 ではられる単連結な n 次元多様体は、球に同相でなければならないことを示している。
フビニ・スタディ計量は、自分自身のリッチテンソルに比例するアインシュタイン計量でもある。すなわち、定数 λ が存在して、すべての i, j に対し、
{\displaystyle Ric_{ij}=\lambda g_{ij}}
である。このことは、なによりも、フビニ・スタディ計量がリッチフローのスカラー倍に対しては不変のままであることを意味する。また、CPn のフビニ・スタディ計量は、アインシュタインの場の方程式の非自明な真空解となっているので、一般相対論において不可欠なものとなっている。

## 量子力学では
量子力学では、フビニ・スタディ計量は、ビューレス計量(Bures metric)としても知られている。しかしながら、ビューレス計量は、典型的には混合状態の記法の中で定義される。一方、以下に示すことは純粋状態の項で記述されている。計量の実部は、フィッシャー情報計量(Fisher information metric)（の 4倍）である。
フビニ・スタディ計量は、量子力学で共通して使われているブラ-ケット記法(bra–ket notation)を使い書くこともできるし、代数幾何学の射影多様体の記法を使っても書くことができる。これら 2つのことばが明らかに同じであることを示すために、
{\displaystyle \vert \psi \rangle =\sum _{k=0}^{n}Z_{k}\vert e_{k}\rangle =[Z_{0}:Z_{1}:\ldots :Z_{n}]}
とする。ここに、{\displaystyle \{\vert e_{k}\rangle \}} はヒルベルト空間の直交基底ベクトルの集合であり、{\displaystyle Z_{k}} は複素数で、{\displaystyle Z_{\alpha }=[Z_{0}:Z_{1}:\ldots :Z_{n}]} は斉次座標(homogenous coordinates)での射影空間 {\displaystyle \mathbb {C} P^{n}} の標準的記法である。すると、2つの点 {\displaystyle \vert \psi \rangle =Z_{\alpha }} and {\displaystyle \vert \phi \rangle =W_{\alpha }} が空間内に与えられると、これらの間の距離は、
{\displaystyle \gamma (\psi ,\phi )=\arccos {\sqrt {\frac {\langle \psi \vert \phi \rangle \;\langle \phi \vert \psi \rangle }{\langle \psi \vert \psi \rangle \;\langle \phi \vert \phi \rangle }}}}
あるいは、同じことであるが射影多様体の記法では、
{\displaystyle \gamma (\psi ,\phi )=\gamma (Z,W)=\arccos {\sqrt {\frac {Z_{\alpha }{\overline {W}}^{\alpha }\;W_{\beta }{\overline {Z}}^{\beta }}{Z_{\alpha }{\overline {Z}}^{\alpha }\;W_{\beta }{\overline {W}}^{\beta }}}}.}
である。
ここに、{\displaystyle {\overline {Z}}^{\alpha }} は {\displaystyle Z_{\alpha }} の複素共役である。分母に {\displaystyle \langle \psi \vert \psi \rangle } が現れたことは、{\displaystyle \vert \psi \rangle } と、同様に {\displaystyle \vert \phi \rangle } が単位長へ正規化されていないので正規化するためである。このように、正規化は明確になされる。ヒルベルト空間では、計量は 1つのベクトルの間の角度として、むしろ容易に解釈することができる。これが量子角度(quantum angle)と呼ばれるものである。角度は実数値で 0 から {\displaystyle \pi /2} まで変化することができる。
この計量の無限小形式は、{\displaystyle \phi =\psi +\delta \psi }、あるいは同じことであるが、{\displaystyle W_{\alpha }=Z_{\alpha }+dZ_{\alpha }} を取ることにより、直ちになされ、
{\displaystyle ds^{2}={\frac {\langle \delta \psi \vert \delta \psi \rangle }{\langle \psi \vert \psi \rangle }}-{\frac {\langle \delta \psi \vert \psi \rangle \;\langle \psi \vert \delta \psi \rangle }{{\langle \psi \vert \psi \rangle }^{2}}}.}
を得る。
量子力学の脈絡では、CP1 のことをブロッホ球と呼ぶ。フビニ・スタディ計量は、量子力学の幾何学化への自然な計量である。量子エンタングルメントやベリー位相などの量子力学での特別な振る舞いの多くは、フビニ・スタディ計量の特別性に帰着することができる。

## 積計量
分離性の共通の考え方は、フビニ・スタディ計量にも適用される。さらに詳しくは、計量が射影空間の自然な積、セグレ埋め込み(Segre embedding)で分離的である。すなわち、{\displaystyle \vert \psi \rangle } が分離的状態(separable state)であるとき、従って、{\displaystyle \vert \psi \rangle =\vert \psi _{A}\rangle \otimes \vert \psi _{B}\rangle } とかけるときに、計量は部分空間の計量の和として書くことができる。
{\displaystyle ds^{2}={ds_{A}}^{2}+{ds_{B}}^{2}\ \ .}
ここに {\displaystyle {ds_{A}}^{2}} と {\displaystyle {ds_{B}}^{2}} はそれぞれ部分空間 A と B 上の計量とする。

## 参照項目
- 非線型シグマモデル
- カルツァ・クライン理論
- アラケロフの高さ（英語版）(Arakelov height)